# Nuestra Señora del Rosario (San Cristóbal de La Laguna)
La imagen de Nuestra Señora la Virgen del Rosario, es una venerada escultura que representa a la Virgen María en su advocación del Rosario. La imagen se venera en la Iglesia de Santo Domingo de Guzmán en la ciudad de San Cristóbal de La Laguna (Tenerife, Islas Canarias, España). 
La Virgen del Rosario es una de las imágenes más veneradas de la ciudad. Su cofradía es la Real y Venerable Hermandad del Santísimo Rosario, Nuestra Señora de la Soledad y Santísimo Cristo Resucitado.

## Historia
Se cree que la imagen de la Virgen fue traída a Tenerife por el fraile dominico Pedro de Santa María de Ulloa, quién fue el principal propagador del misterio del Rosario en la isla de Tenerife en los años de 1683 a 1685. Aunque existen indicios de que la talla ya se encontraba en la isla desde 1558. 
Nuestra Señora del Rosario fue imagen de predilecta devoción del corsario Amaro Rodríguez Felipe, más conocido como Amaro Pargo. La Virgen es la patrona de la parroquia (junto a Santo Domingo de Guzmán). 
La imagen es de candelero para vestir, tiene al Niño Jesús en su brazo izquierdo, y el Santo Rosario lo porta en ambas manos. El Niño tiene la cabeza ligeramente inclinada hacia delante, pues mira tiernamente a los espectadores. La Virgen viste ricos mantos de corte barroco y se encuentra entronizada en su camarín, enmarcada en un sol de ráfagas dorado. El baldaquino de plata que la Virgen del Rosario utiliza para salir en procesión data del siglo XVIII.
En 2005, Su Majestad el Rey de España concedió el título de "Real" a la Hermandad del Rosario. Dicha hermandad es una de las más antiguas de la isla de Tenerife, siendo creada en la primera mitad del siglo XVI.

## Fiestas
La tradición manda que la festividad del Rosario comience el último sábado del mes de septiembre, con la bajada a hombros de Nuestra Señora del Rosario desde su camarín, portada por los costaleros de la Cuadrilla del Santísimo Cristo Resucitado. Posteriormente, la venerada imagen es entronizada en su baldaquino de plata repujada, donde estará todo el mes de octubre.
Continúan los actos religiosos el 7 de octubre, día de su festividad litúrgica, con una Solemne Concelebración Eucarística. Durante la misa se realiza la tradicional ofrenda floral a la Virgen del Rosario, así como a la imagen de Santo Domingo de Guzmán. Posteriormente se realiza la procesión de ambas imágenes por el entorno de la Plaza de Santo Domingo y las calles adyacentes. Tras esto, se realiza la exhibición de los fuegos artificiales.